# Écublens (Vaud)
Écublens é uma comuna da Suíça, situada no distrito do Ouest lausannois, no cantão de Vaud. Tem 5,71 km² de área e sua população em 2018 foi estimada em 12.854 habitantes.